# Douglas A2D Skyshark
El Douglas A2D Skyshark fue un avión de ataque turbohélice creado por la compañía Douglas Aircraft Company para la Armada de los Estados Unidos en los años 1950, como un desarrollo del AD Skyraider de motor radial, pero fue cancelado antes de entrar en servicio debido a la baja fiabilidad del motor empleado. 

## Diseño y desarrollo

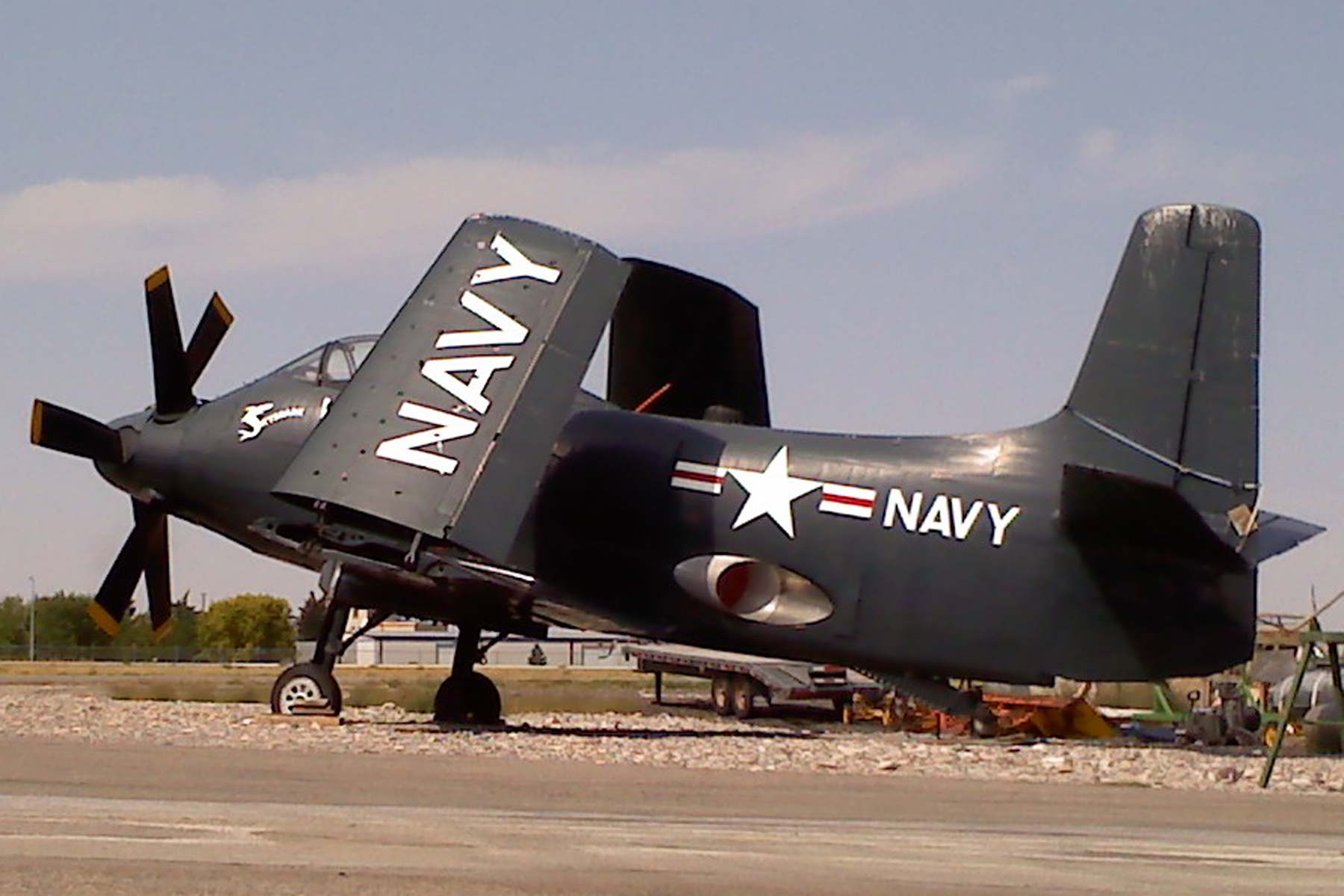
Douglas A2D-1 Skyshark BuNo. 125485 (séptimo de 10 prototipos) en el Idaho Falls Regional Airport.

El 25 de junio de 1945, la Oficina de Aeronáutica (BuAer) solicitó a la Douglas Aircraft un avión a hélice con motor de turbina. Se presentaron tres propuestas en el siguiente año y medio: el D-557A, para usar dos General Electric TG-100 en góndolas alares; el D-557B, mismo motor, con hélices contrarrotativas; y el D-557C, para usar el Westinghouse 25D. Estos fueron cancelados, debido a dificultades en el desarrollo del motor, pero la BuAer continuó buscando una solución a los sedientos reactores.
El 11 de junio de 1947, Douglas consiguió la carta de intenciones de la Armada por un turbohélice embarcado. La necesidad de operar desde portaaviones de escolta de la clase Casablanca dictaba el uso de un turbohélice en lugar de un reactor. Las ventajas de los motores turbohélice sobre los de pistón estaban prácticamente en la relación potencia-peso y la máxima potencia que se podría generar. La ventaja sobre los reactores era que un turbohélice funcionaba cerca del tope de RPM todo el tiempo, y el empuje podía ser generado rápidamente con simplemente cambiar el paso de la hélice.

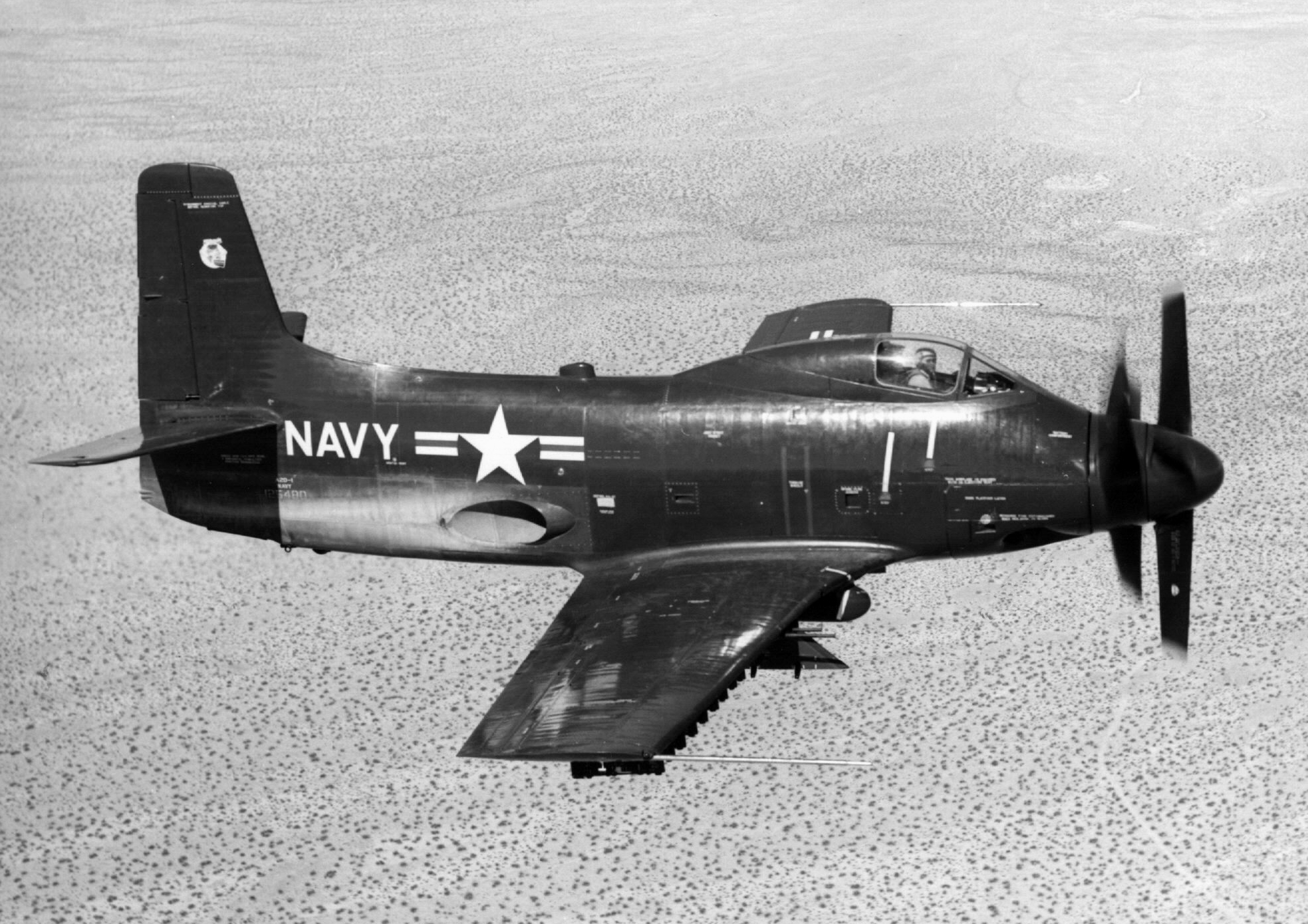
Un A2D-1 de producción en vuelo.

Aunque recordase al AD Skyraider, el A2D era un avión totalmente diferente, y como tenía que ser, el Allison XT-40-A2 de 5100 hp tenía más del doble de la potencia que la del R3350 del Skyraider, con la instalación del XT40 en el Skyshark usando hélices contrarrotativas para aprovechar toda la potencia disponible. El espesor de la raíz alar se redujo, del 17 al 12%, mientras que tanto la altura de la cola como su superficie aumentaron.
Los problemas de desarrollo del motor retrasaron el primer vuelo hasta el 26 de mayo de 1950, realizado en la Edwards Air Force Base por George Jansen.
El piloto de pruebas de la Armada Cdr. Hugh Wood murió intentando aterrizar el primer prototipo del XA2D-1, BuNo 122988, el 19 de diciembre de 1950, en su decimoquinto vuelo. Fue incapaz de comprobar el régimen de descenso, resultando en un choque de alto impacto contra la pista. La investigación descubrió que la unidad de potencia de estribor del acoplado motor turbohélice Allison XT40A había fallado y no desembragó, no permitiendo volar al Skyshark con la potencia de la unidad opuesta ni poner las hélices en bandera. Como la sustentación de las alas desapareció, se indujo un régimen de hundimiento fatal. Se añadieron instrumentación adicional y un desacoplador automático al segundo prototipo, pero por la época en que estuvo listo para volar el 3 de abril de 1952, habían pasado dieciséis meses, y siendo desarrollados diseños totalmente a reacción, el programa del A2D estaba esencialmente muerto. El tiempo total de vuelo de la célula perdida fue de apenas 20 horas.
Allison no pudo entregar un motor de "producción" hasta 1953, y mientras probaba un XA2D con ese motor, el piloto de pruebas C. G. "Doc" Livingston salió de un picado y fue sorprendido por un fuerte ruido y cabeceo hacia arriba. Su parabrisas estaba cubierto de aceite y el piloto de seguimiento le dijo que las hélices no estaban. La caja reductora había fallado. Livingston aterrizó exitosamente el avión. En el verano de 1954, el A4D estaba listo para volar. Los portaaviones de escolta estaban siendo retirados, y el tiempo se había acabado para el problemático programa del A2D.
Debido en gran parte al fracaso del programa del T40 de producir un motor fiable, el Skyshark nunca entró en servicio operacional.
Fueron construidos doce Skysharks, dos prototipos y diez aviones de producción. La mayoría fue desguazada o destruida en accidentes, y solo uno sobrevivió.

## Aviones en exhibición
- A2D-1 Skyshark, BuNo. 125485: está en el aeropuerto de El Cajón (California) a 30 de marzo de 2016. Fue restaurado para exhibición estática por Pacific Fighters alrededor de 1995.[8]

## Especificaciones (XA2D-1)

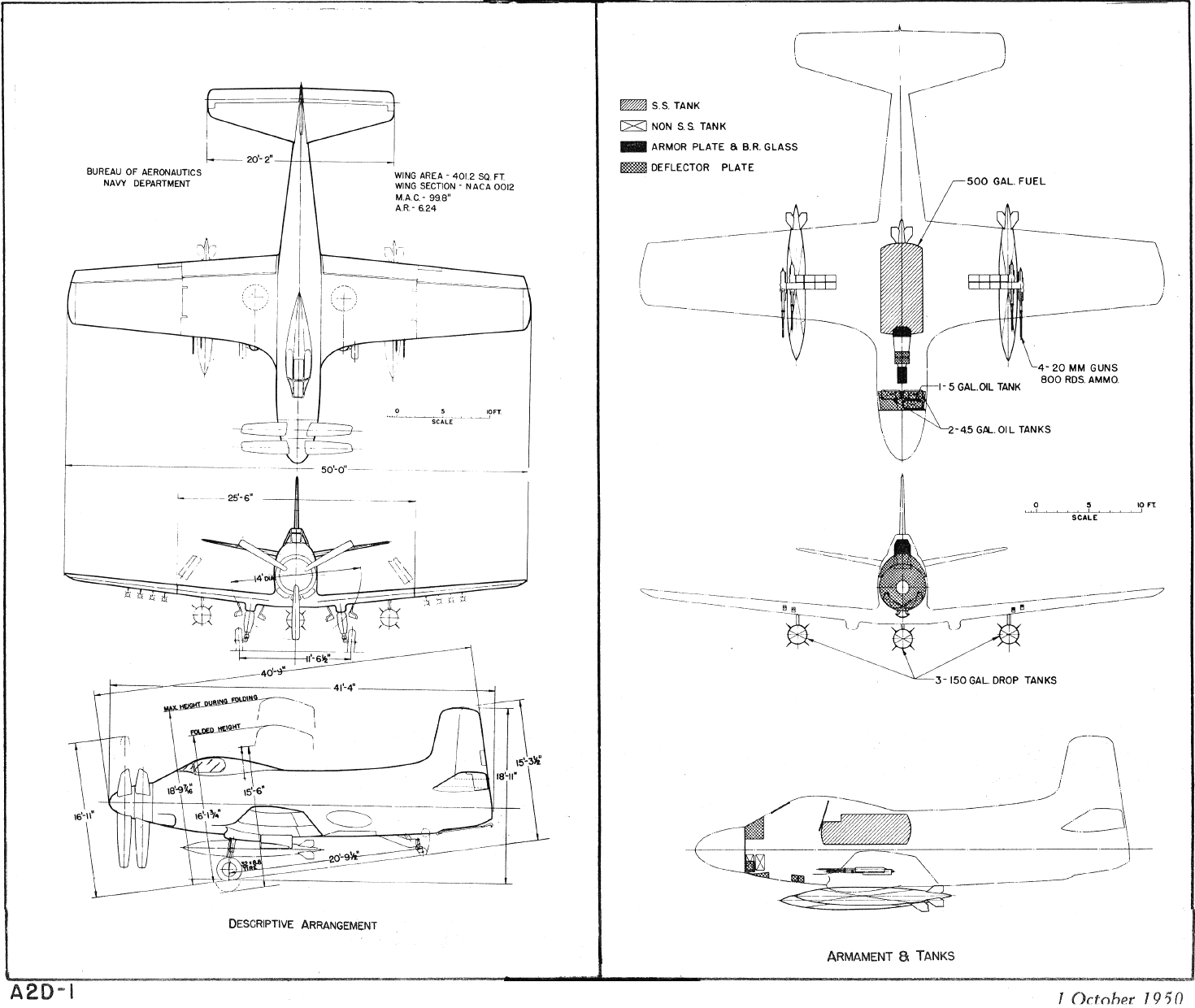
Dibujos del A2D-1.

Referencia datos: Encyclopedia of American Aircraft

### Características generales
- Tripulación: 1 piloto
- Longitud: 12,6 m (41,3 ft)
- Envergadura: 15,2 m (50 ft)
- Altura: 3,7 m (12,1 ft)
- Superficie alar: 37 m² (398,3 ft²)
- Peso vacío: 5864 kg (12 924,3 lb)
- Peso cargado: 8500 kg (18 734 lb)
- Peso máximo al despegue: 10 436 kg (23 000,9 lb)
- Planta motriz: 1× Turbohélice Allison XT-40-A-2.
  - Potencia:
- Hélices: 2× tripala contrarrotativas por motor.

### Rendimiento
- Velocidad máxima operativa (Vno): 813 km/h (505 MPH; 439 kt)
- Alcance: 3520 km (1901 nmi; 2187 mi)
- Techo de vuelo: 14 664 m (48 110 ft)
- Régimen de ascenso: 37 m/s (7283 ft/min)
- Carga alar: 230 kg/m² (47,1 lb/ft²)
- Potencia/peso: 440 W/kg

### Armamento
- Cañones: 

  - 4 T31 de 20 mm
- Puntos de anclaje: 11 con una capacidad de 2 500 kg, para cargar una combinación de:     
  - Otros: Diverso armamento de ataque a superficie

### Desarrollos relacionados
- Douglas A-1 Skyraider

### Aeronaves similares
- Westland Wyvern
- Breguet Br.960 Vultur
- Fairey Gannet
- Tupolev Tu-91

### Secuencias de designación
- Secuencia A_D (Aviones de Ataque de la Armada estadounidense, 1946-1962 (Douglas, 1922-1962)): AD - A2D - A3D - A4D

### Listas relacionadas
- Anexo:Aeronaves militares de los Estados Unidos (navales)